# صدف‌خوار چندریخت
صدف‌خوار چندریخت (نام علمی: Haematopus unicolor) نام یک گونه از سرده صدف‌خوار است.